# Leucochrysa (Nodita) neuralis
Leucochrysa (Nodita) neuralis is een insect uit de familie van de gaasvliegen (Chrysopidae), die tot de orde netvleugeligen (Neuroptera) behoort. 
Leucochrysa (Nodita) neuralis is voor het eerst wetenschappelijk beschreven door Banks in 1910.